# Liste des titres musicaux numéro un aux États-Unis en 1985
Cette page liste les titres musicaux ayant eu le plus de succès au cours de l'année 1985 aux États-Unis d'après le magazine Billboard.

## Historique
| Date         | Artiste(s)                         | Titre                             | Référence |
| ------------ | ---------------------------------- | --------------------------------- | --------- |
| 5 janvier    | Madonna                            | Like a Virgin                     |           |
| 12 janvier   | Madonna                            | Like a Virgin                     |           |
| 19 janvier   | Madonna                            | Like a Virgin                     |           |
| 26 janvier   | Madonna                            | Like a Virgin                     |           |
| 2 février    | Foreigner                          | I Want to Know What Love Is       |           |
| 9 février    | Foreigner                          | I Want to Know What Love Is       |           |
| 16 février   | Wham! featuring George Michael     | Careless Whisper                  |           |
| 23 février   | Wham! featuring George Michael     | Careless Whisper                  |           |
| 2 mars       | Wham! featuring George Michael     | Careless Whisper                  |           |
| 9 mars       | REO Speedwagon                     | Can't Fight This Feeling          |           |
| 16 mars      | REO Speedwagon                     | Can't Fight This Feeling          |           |
| 23 mars      | REO Speedwagon                     | Can't Fight This Feeling          |           |
| 30 mars      | Phil Collins                       | One More Night                    |           |
| 6 avril      | Phil Collins                       | One More Night                    |           |
| 13 avril     | USA for Africa                     | We Are the World                  |           |
| 20 avril     | USA for Africa                     | We Are the World                  |           |
| 27 avril     | USA for Africa                     | We Are the World                  |           |
| 4 mai        | USA for Africa                     | We Are the World                  |           |
| 11 mai       | Madonna                            | Crazy for You                     |           |
| 18 mai       | Simple Minds                       | Don't You (Forget About Me)       |           |
| 25 mai       | Wham!                              | Everything She Wants              |           |
| 1er juin     | Wham!                              | Everything She Wants              |           |
| 8 juin       | Tears for Fears                    | Everybody Wants to Rule the World |           |
| 15 juin      | Tears for Fears                    | Everybody Wants to Rule the World |           |
| 22 juin      | Bryan Adams                        | Heaven                            |           |
| 29 juin      | Bryan Adams                        | Heaven                            |           |
| 6 juillet    | Phil Collins                       | Sussudio                          |           |
| 13 juillet   | Duran Duran                        | A View to a Kill                  |           |
| 20 juillet   | Duran Duran                        | A View to a Kill                  |           |
| 27 juillet   | Paul Young                         | Everytime You Go Away             |           |
| 3 août       | Tears for Fears                    | Shout                             |           |
| 10 août      | Tears for Fears                    | Shout                             |           |
| 17 août      | Tears for Fears                    | Shout                             |           |
| 24 août      | Huey Lewis and the News            | The Power of Love                 |           |
| 31 août      | Huey Lewis and the News            | The Power of Love                 |           |
| 7 septembre  | John Parr                          | St. Elmo's Fire (Man in Motion)   |           |
| 14 septembre | John Parr                          | St. Elmo's Fire (Man in Motion)   |           |
| 21 septembre | Dire Straits                       | Money for Nothing                 |           |
| 28 septembre | Dire Straits                       | Money for Nothing                 |           |
| 5 octobre    | Dire Straits                       | Money for Nothing                 |           |
| 12 octobre   | Ready for the World (en)           | Oh Sheila (en)                    |           |
| 19 octobre   | a-ha                               | Take on Me                        |           |
| 26 octobre   | Whitney Houston                    | Saving All My Love for You        |           |
| 2 novembre   | Stevie Wonder                      | Part-Time Lover                   |           |
| 9 novembre   | Jan Hammer                         | Miami Vice Theme                  |           |
| 16 novembre  | Starship                           | We Built This City                |           |
| 23 novembre  | Starship                           | We Built This City                |           |
| 30 novembre  | Phil Collins & Marilyn Martin (en) | Separate Lives                    |           |
| 7 décembre   | Mr. Mister                         | Broken Wings                      |           |
| 14 décembre  | Mr. Mister                         | Broken Wings                      |           |
| 21 décembre  | Lionel Richie                      | Say You, Say Me                   |           |
| 28 décembre  | Lionel Richie                      | Say You, Say Me                   |           |